# Małe skrzydła
Małe skrzydła – utwór muzyczny polskiej piosenkarki AniKi Dąbrowskiej, wydany 23 lutego 2019 nakładem wytwórni Universal Music Polska jako pierwszy singel promujący debiutancki album wokalistki Afirmacja. Utwór skomponował Donatan, a słowa napisała Cleo.
Do piosenki został zrealizowany oficjalny teledysk, który został opublikowany premierowo 23 lutego 2019 na kanale „AniKa Dąbrowska” w serwisie YouTube. Za jego reżyserię odpowiadał Sebastian Wełdycz. 
Pierwsze wykonanie przez wokalistkę singla na żywo miało miejsce podczas finału drugiej edycji The Voice Kids, którą zwyciężyła.
W sierpniu 2021 nagranie uzyskało status złotej płyty.

## Lista utworów
Digital download
1. „Małe skrzydła” – 3:28